# Rezerwat przyrody Slnečné skaly
Rezerwat przyrody Slnečné skaly – rezerwat przyrody na Słowacji, znajdujący się w Sulowskich Wierchach, a dokładniej w ich wschodniej części zwanej Skalky. Położony jest u południowych podnóży tego pasma górskiego, nad rzeką Rajčanka, pomiędzy miejscowościami Porúbka i Rajecké Teplice.
Jest to rezerwat o powierzchni 90,54 ha i piątym, najwyższym stopniu ochrony. Przedmiotem ochrony jest urozmaicony morfologicznie masyw dolomitów, w którym występuje kilka chronionych i innych rzadkich gatunków roślin i zwierząt, których zachowanie jest ważne dla celów naukowo-badawczych, oświatowych i kulturalno-oświatowych. Geologicznie obszar ten składa się głównie z dolomitów środkowego triasu. Dolomity te, silnie podzielone szczelinami, uformowały się pod wpływem zewnętrznych sił geologicznych w uderzająco podzieloną pionowo rzeźbę. Szczególny charakter ma roślinność z licznymi, ciepłolubnymi i rzadkimi gatunkami

## Wspinaczka skalna i turystyka
Slnečné skaly są atrakcyjnym rejonem dla wspinaczy skalnych. Jest kilkanaście skał o wysokości do 60 m, na których poprowadzono około 300 dróg wspinaczkowych o dobrym tarciu i z zamontowanymi stałymi punktami asekuracyjnymi.
Na płaskiej łące pomiędzy Slnečnymi skalami a korytem Rajčanki działa Autokemping Slnečné skaly.

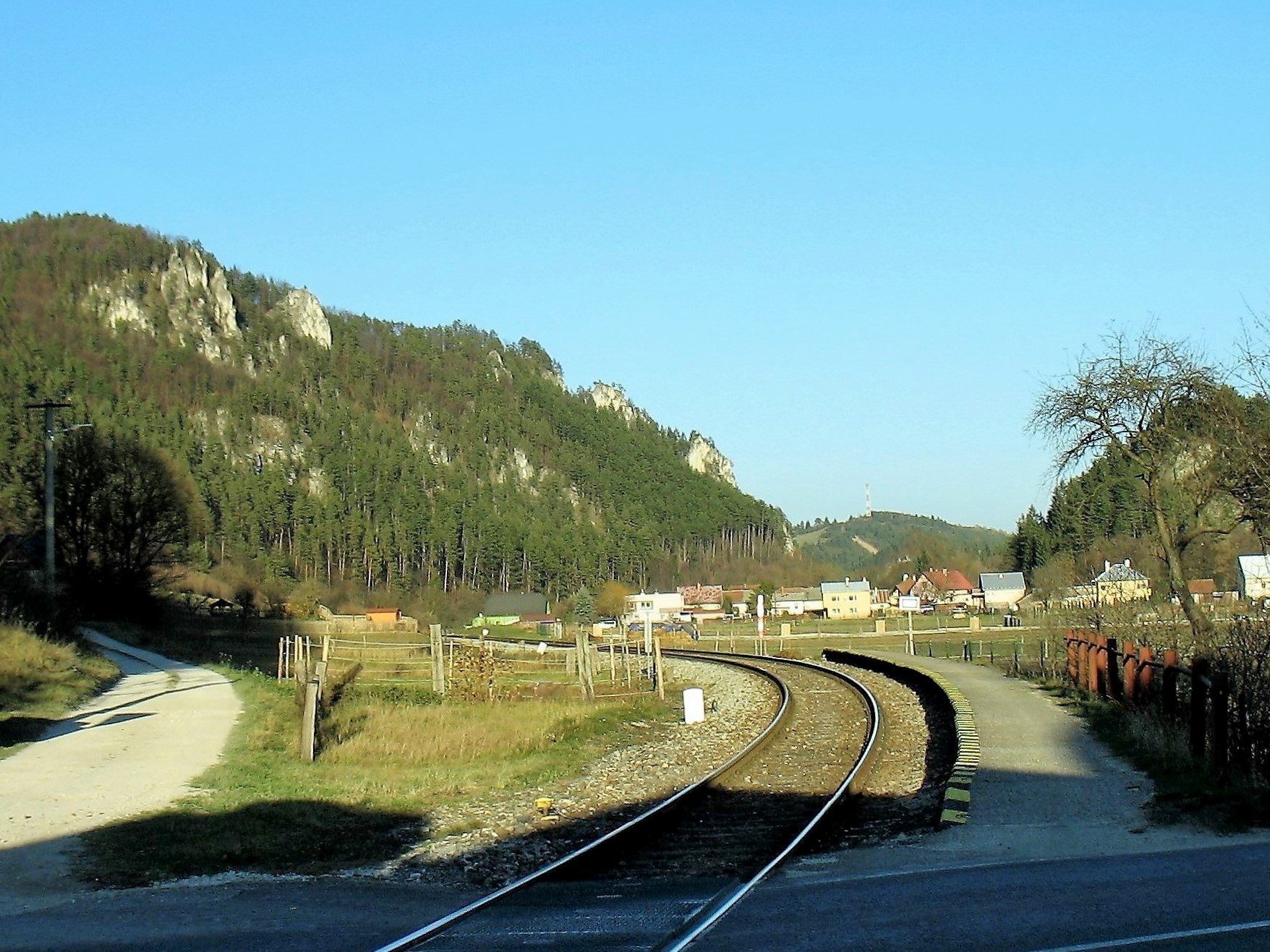
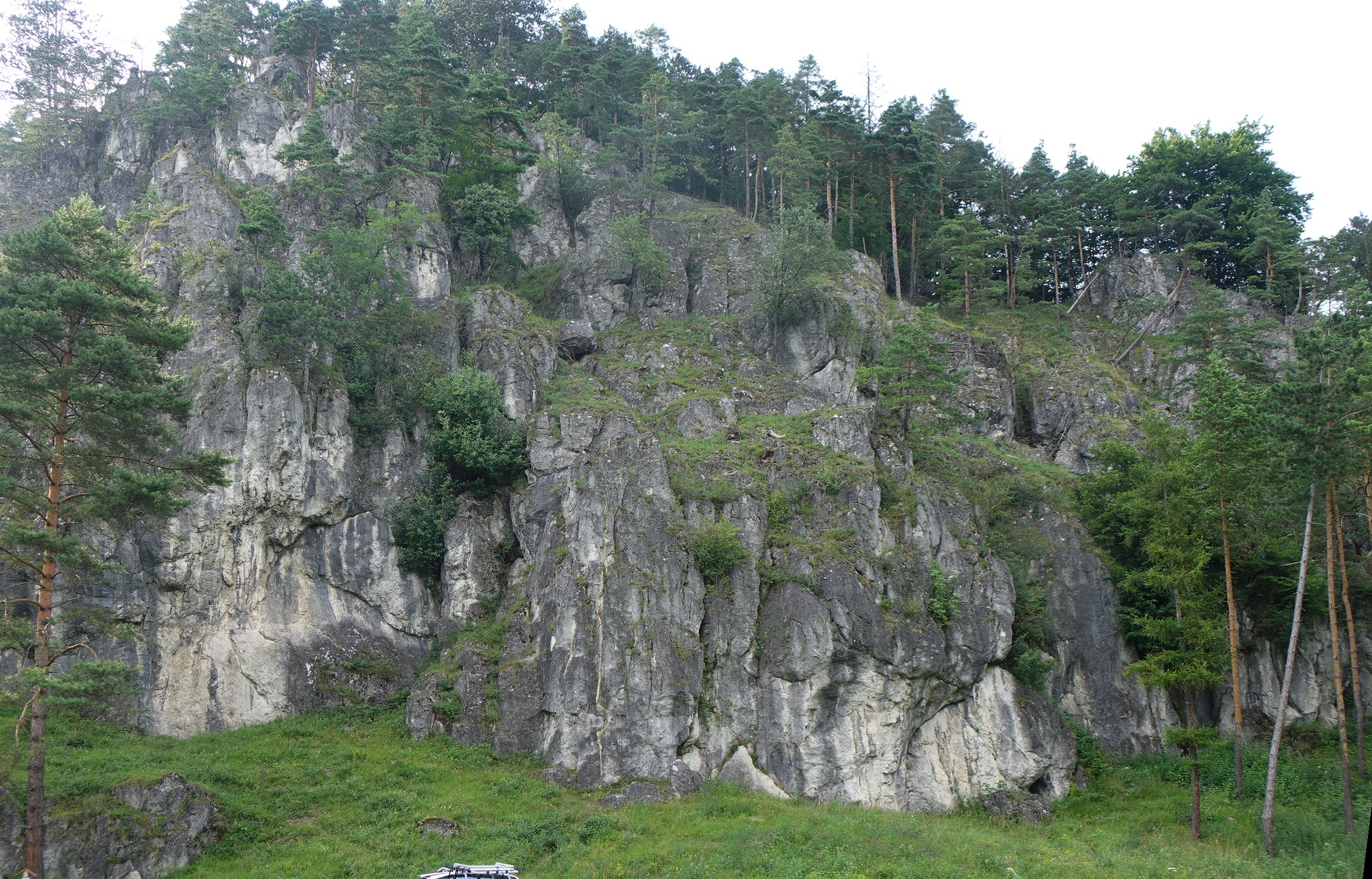
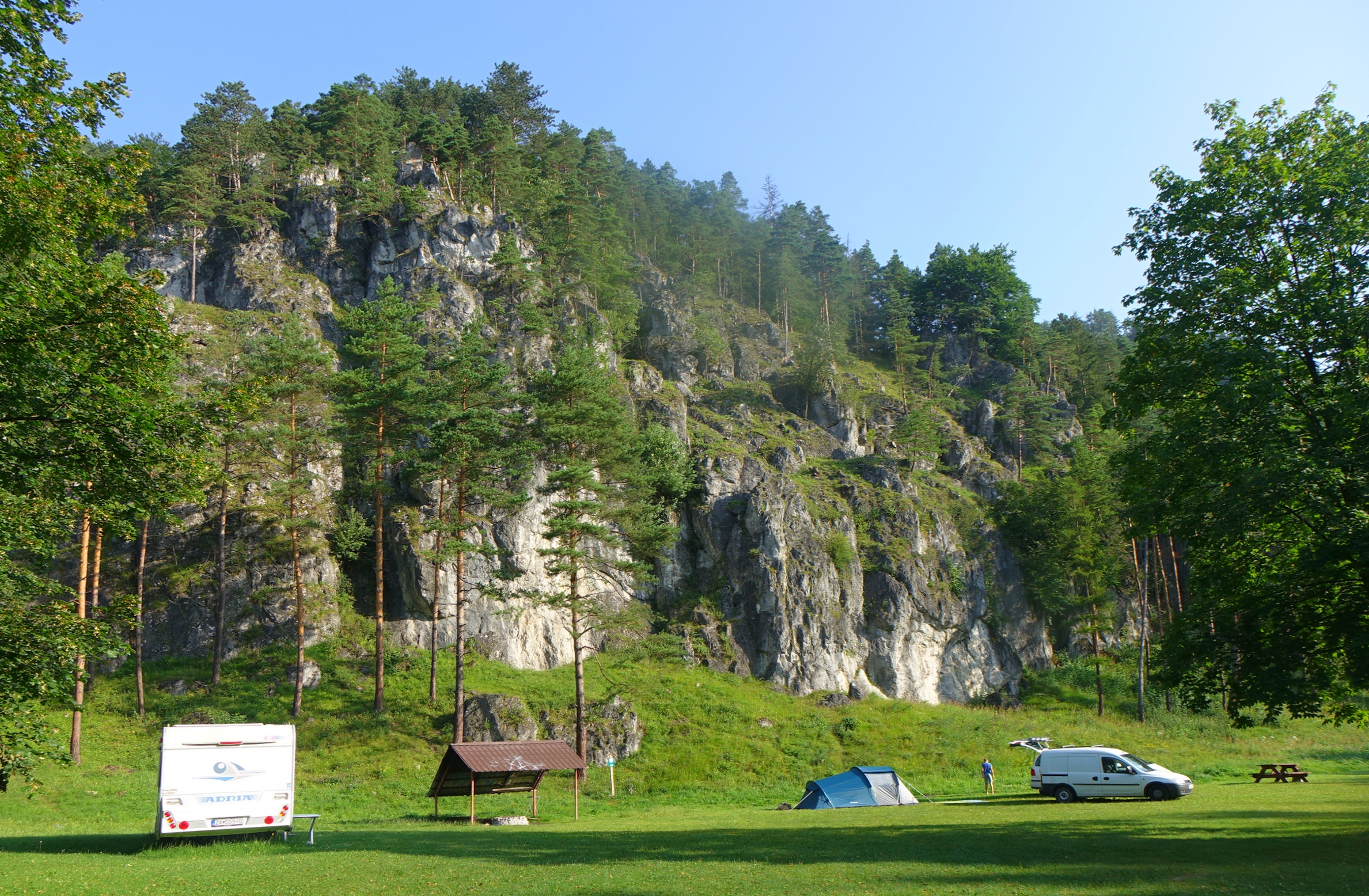
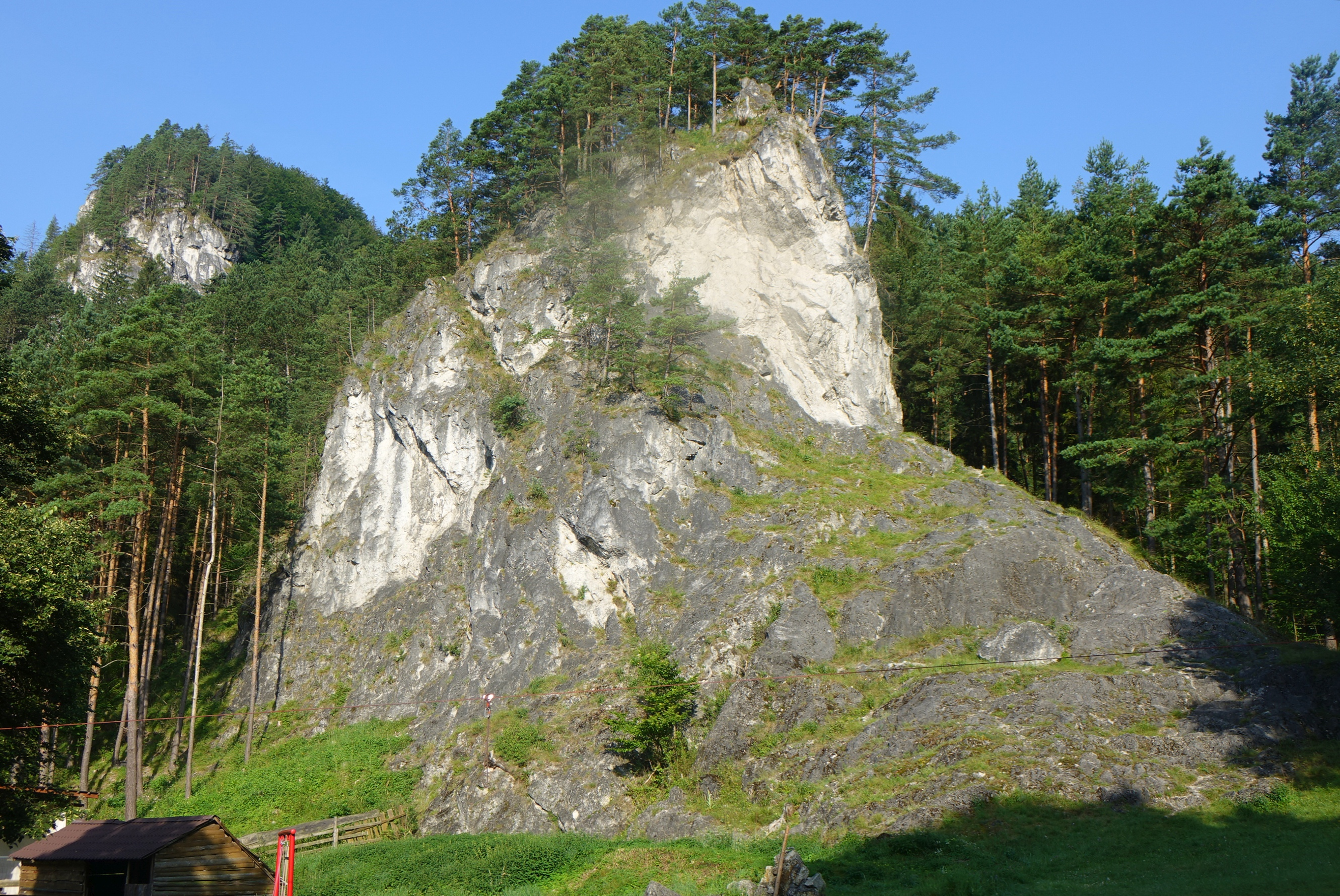
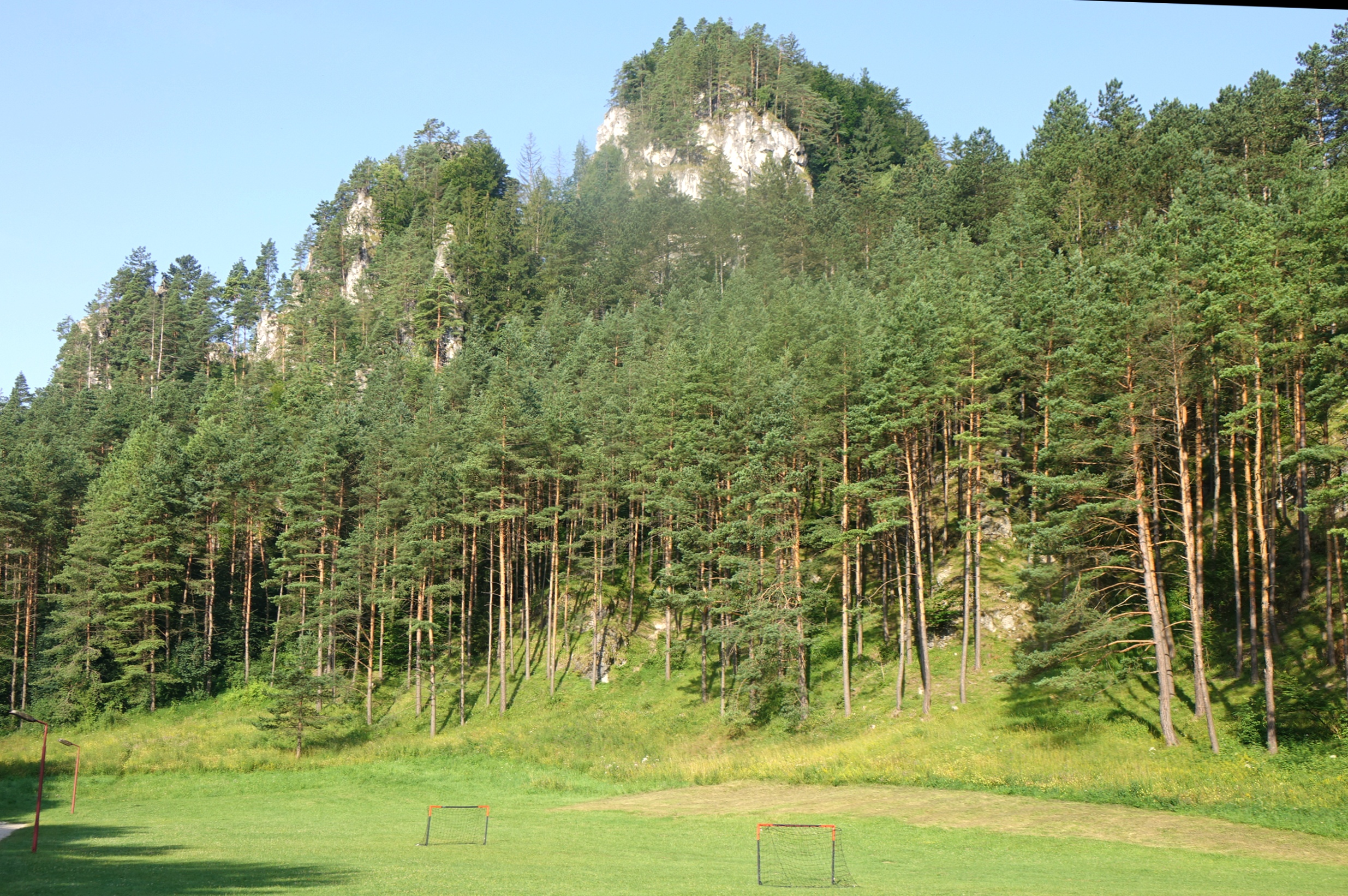